# Kwai Chung
Kwai Chung (chinesisch 葵涌, Pinyin Kuíchōng, Jyutping Kwai4cung1) ist der Festlandteil des Distrikts Kwai Tsing, eines der 18 Distrikte (districts) der Sonderverwaltungszone Hongkong. Der Ort liegt westlich von Kowloon und beherbergt den Containerhafen Hongkongs, der nach Singapur und Shanghai der drittgrößte der Welt ist.